# Cheesecake

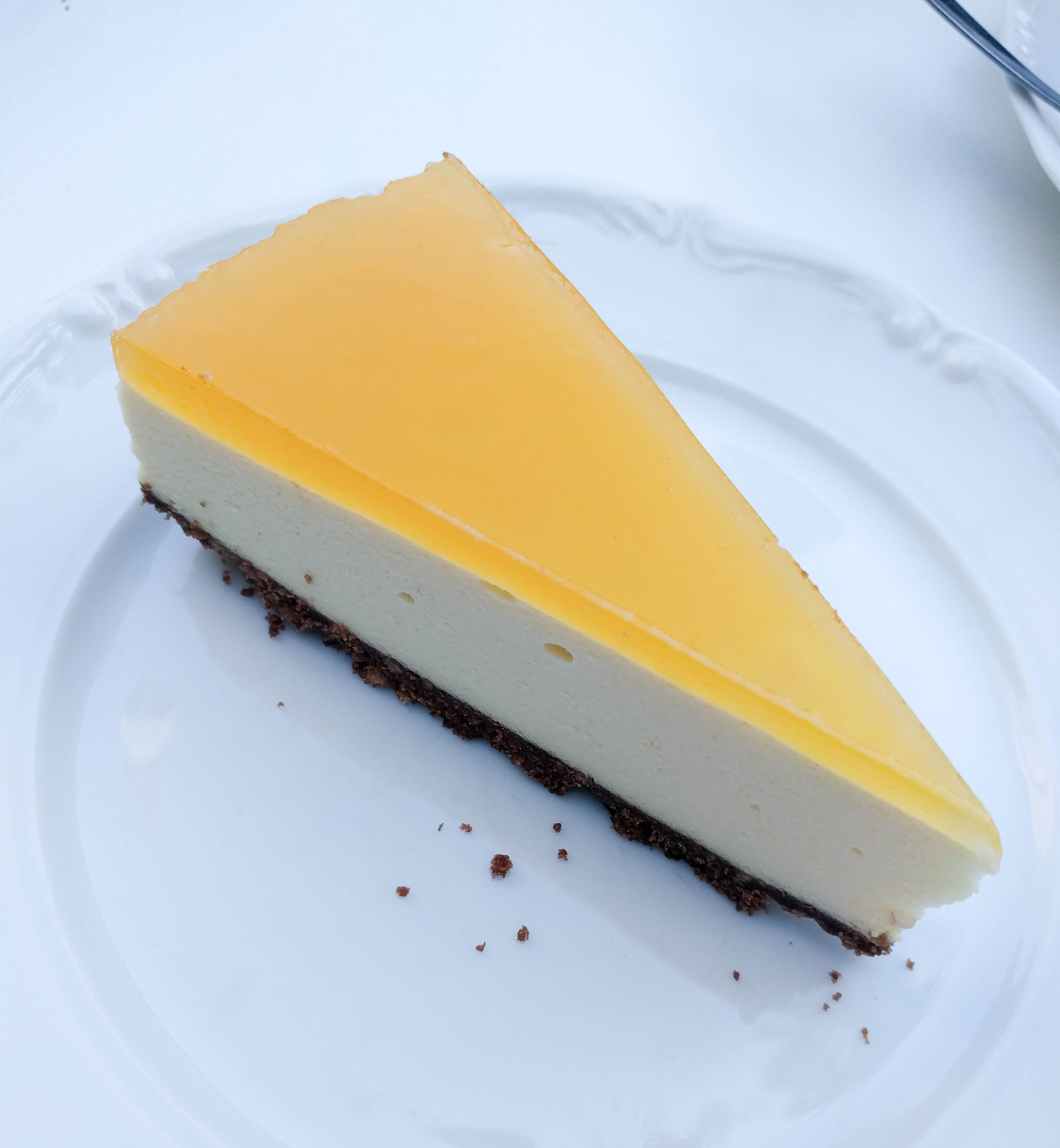
Passionsfruktscheesecake.

Cheesecake, (uttal: ['tʃi:zkeik]) är ett bakverk innehållande färskost och är känt från USA. Ordet är belagt i svenskan sedan 1970-talet, efter engelskans motsvarighet.
Den kommer möjligen ursprungligen från Italien (Cato den äldre), Frankrike (Guillaume Tirel) eller Tyskland. Kakan är baserad på grova kex som botten och färskost som fyllning och finns i många olika varianter. De vanligaste varianterna av cheesecake är vanilj, choklad och att tillsätta olika sorters bär såsom hallon. Även att tillsätta limefrukter är en av klassikerna.
Cheesecake kan vara bakad i ugn, vilket är den vanligaste tillredningen. Den kan även vara färsk, vilket innebär stelnad i kylskåp med hjälp av till exempel gelatin. Fryst förekommer också.
Trots namnlikheten är cheesecake (vilket bokstavligen betyder "osttårta" eller "ostkaka") en helt annan kaka än ostkaka i svenskan.